# Tacho Pistacho
Tacho Pistacho fue un canal de televisión abierta colombiano de temática infantil y juvenil, disponible dentro del sistema de televisión digital terrestre de ese país. Era uno de los canales hermanos de RCN Televisión y, por ende, propiedad de la Organización Ardila Lulle. El canal inició sus transmisiones el 9 de octubre de 2017 después de unos días en modo carta de ajuste. Desde el 15 de septiembre de 2018, fue estrenado en RCN Televisión como un bloque o franja de programación infantil disponible los fines de semana desde las 08:25, donde se emitía El Chavo del 8, en reemplazo de Tu planeta Bichos. 
Esta franja o bloque se emitía al comienzo del programa y antes de iniciar los comerciales. 
Este bloque se retiró el 17 de enero del 2021, reemplazándose por un nuevo bloque llamado "Las Mañanotas de RCN". El motivo fue por razones logísticas debido a la cancelación de las productoras de televisión internacional por los altos costos económicos y sobre las regularizaciones de la CRC para emitir alguna serie animada extranjera en televisión abierta.
El 11 de enero de 2019, Tacho Pistacho cesó sus emisiones en la TDT, con su posterior traslado al bloque de programación infantil de RCN Televisión los fines de semana. El motivo de su salida del aire es una reducción de costos. El mismo canal lo informa mediante un video en su página de Facebook.

## Críticas
En octubre de 2018, los televidentes presentaron quejas a RCN Televisión, por incitar comportamientos ajenos para niños. Uno de los presentadores dijo que no llevaban a los niños a hacer algo negativo, sino que, era un espacio para que los niños aprendieran. “Depende del uso porque la mayoría de los padres piensan que las redes sociales son para perder el tiempo, pero nosotros les estamos diciendo que las usen para algo bueno”, afirmó. Además, también agregó que recomendaban aplicaciones para aprender cosas que les sirvieran en el colegio.

## Programación

### Programación final
Esta era la programación que emitía hasta su cierre:
- El Chavo del 8
- Betty Toons
- Los Huracanes
- El Chavo animado
- ¿Le temes a la oscuridad?
- Heathcliff
- Trollz
- Las aventuras del Oso Paddington
- Un ángel llamado Azul
- El Mago de Oz (Anime)
- Casos del Espacio
- Las Aventuras de los Super Hermanos Mario
- Los misterios de la señorita Mallard
- Las aventuras de Sonic el Erizo
- Johnny Test
- Los misterios de Shelby Woo
- Noobees
- Super-Dave

### Programación anterior
- Zoboomafoo
- Los Doodlebops
- Will y Dewitt
- Magi-nation
- Street Sharks
- La Pequeña Lulú
- Sabrina: The Animated Series
- La Casa de Wimzie
- Bumpy y sus amigos
- Animal Crackers
- El mundo de Quest
- Chica vampiro
- Grandes Chicos
- Action Man
- Superhuman Samurai
- El Show de Super Mario Bros.
- Kung Fu Dino Posse
- Las Aventuras de Emily y Alexander
- Los misterios de Archies
- Caballos Encantados
- Arthur
- Los viajes de Buster
- Jayce y los guerreros rodantes
- El mundo fantástico de Richard Scarry
- MasterChef Junior
- El mundo loco de Tex Avery
- El Inspector Truquitos
- Yo soy Franky

## Bloques de programación
- Al cine con Tacho: fue un espacio de programación en donde se emitían películas aptas para todo el público, los domingos a las 5PM. Transmitió las siguientes películas:

- La lista de Jessica Darling
- Aviones de papel
- Oddball
- Código M
- Todo lo que ella quiere